# 科爾法克斯鎮區 (密蘇里州戴維斯縣)
科爾法克斯鎮區（英語：Colfax Township）是位於美國密蘇里州戴維斯縣的一個行政鎮區。

## 地方資料
科爾法克斯鎮區的面積為92.91平方千米，當中陸地面積為92.04平方千米，而水域面積為0.87平方千米。根據2020年美國人口普查的數據，當地共有人口617人，而人口密度為每平方千米6.64人。